# Hapalorchis
Hapalorchis là một chi thực vật có hoa trong họ, Orchidaceae.